# Cunonia deplanchei
Cunonia deplanchei är en tvåhjärtbladig växtart som beskrevs av Brongn. & Gris. Cunonia deplanchei ingår i släktet Cunonia och familjen Cunoniaceae. Inga underarter finns listade i Catalogue of Life.